# John N. Gray

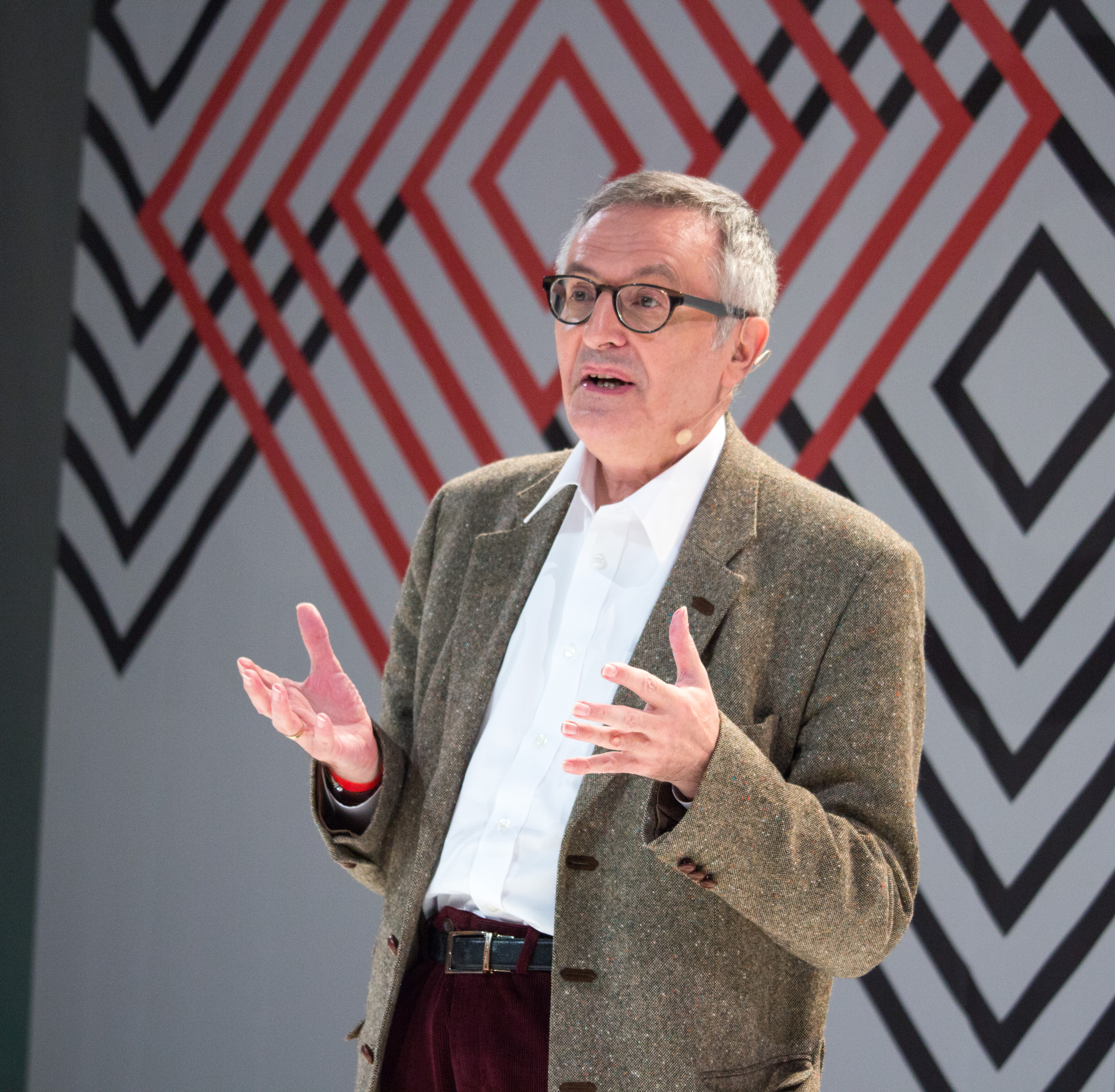
John Gray, 2015

John N. Gray (* 17. April 1948, in South Shields, County Durham) ist ein britischer politischer Philosoph und Autor. Er war Inhaber des Lehrstuhls für europäische Ideengeschichte an der London School of Economics.

## Akademische Laufbahn
Gray studierte Philosophie, Politik und Wirtschaftswissenschaften am Exeter College der Universität Oxford und wurde dort zum Ph.D. promoviert. Er unterrichtete politische Theorie an der University of Essex, war Fellow und Tutor für Politik am Jesus College der Universität Oxford, Dozent und schließlich Professor für Politik an der Universität Oxford. 1985–1986 arbeitete er als Gastprofessor an der Harvard University. 1990–1994 arbeitete er als Stranahan Fellow am Social Philosophy and Policy Center der Bowling Green State University. Auch am Murphy Institute der Tulane University war er 1991 Gastprofessor, ebenso 1994 an der Yale University.
Von 1998 bis zu seiner Emeritierung 2008 war er Professor of European Thought (Professor für europäische Ideengeschichte) an der London School of Economics.

## Position und Werk
Beeinflusst von Isaiah Berlin und Friedrich von Hayek vertrat Gray zunächst das Gedankengut der neoliberalen Schule und unterstützte den Thatcherismus. Später kritisierte er die zügellose Globalisierung und konservative Vormachtsansprüche. Gray war Mitglied der Mont Pelerin Society, die er jedoch 1996 verließ. Er betont die Universalität der Menschenrechte; den Gedanken, dass sie reine kulturelle oder legalistische Konstrukte seien, lehnt er ab. Er weist jedoch den Gedanken zurück, dass diese Menschenrechte nur in einer ganz bestimmten politischen Ordnung verwirklicht werden könnten.
Gray schreibt regelmäßig Beiträge in The Guardian, New Statesman und in The Times Literary Supplement. Er schrieb mehrere maßgebliche Werke zur politischen Theorie, darunter 2003 Straw Dogs: Thoughts on Humans and Other Animals, in dem er sich gegen den Humanismus wendet. Er bezeichnet ihn als eine Ideologie, die religiösen Ideologien verwandt sei, nennt ihn einen Aberglauben. Die Menschheit zeichnet er als eine gierige Spezies, die andere Lebensformen ausrotte. “Humans … cannot destroy the Earth, but they can easily wreck the environment that sustains them.” 2007 veröffentlichte er Black Mass: Apocalyptic Religion and the Death of Utopia.
Teleologische Geschichtsinterpretationen lehnt er ab; als Argument führt er die jüngere geschichtliche Entwicklung ins Feld:

“The core of the belief in progress is that human values and goals converge in parallel with our increasing knowledge. The twentieth century shows the contrary. Human beings use the power of scientific knowledge to assert and defend the values and goals they already have. New technologies can be used to alleviate suffering and enhance freedom. They can, and will, also be used to wage war and strengthen tyranny. Science made possible the technologies that powered the industrial revolution. In the twentieth century, these technologies were used to implement state terror and genocide on an unprecedented scale.”

„Der Kern des Fortschrittsglaubens besteht in der Annahme, dass menschliche Werte und Ziele im gleichen Maße aufeinander zulaufen, wie unser Wissen wächst. Das 20. Jahrhundert beweist das Gegenteil. Menschen benutzen die Macht der Wissenschaft, um die Werte und Ziele, die sie schon haben, zu bestätigen und zu verteidigen. Neue Technik kann eingesetzt werden, um Leiden zu mildern und Freiheit zu erweitern. Sie kann und wird auch eingesetzt, um Krieg zu führen und Tyrannei zu festigen. Wissenschaft ermöglichte die Technik, die die industrielle Revolution voran trieb. Im 20. Jahrhundert wurde und wird diese Technik für Staatsterror und Völkermord in vorher nie gekanntem Umfang eingesetzt.“

## Veröffentlichungen

### Bücher
- Mill on Liberty: A Defence. 1983, ISBN 0-7100-9270-9.
- mit Zbigniew Pelczynski: Conceptions of Liberty in Political Philosophy. 1984
- Hayek on Liberty. 1984
- Liberalism. 1986, ISBN 0-8166-1521-7.
- Liberalisms: Essays in Political Philosophy. 1989, ISBN 0-415-00744-5.
- mit G. W. Smith: J. S. Mill, "On Liberty": In Focus. 1991, ISBN 0-415-01001-2.
- Beyond the New Right: Markets, Government and the Common Environment. 1993, ISBN 0-415-09297-3.
- Postliberalism: Studies in Political Thought. 1993, ISBN 0-415-13553-2.
- Enlightenment’s Wake: Politics and Culture at the Close of the Modern Age. 1995, ISBN 0-415-16335-8.
- Isaiah Berlin. 1995, ISBN 0-691-04824-X.
- After Social Democracy: Politics, Capitalism and the Common Life. 1996
- Endgames: Questions in Late Modern Political Thought. 1997, ISBN 0-7456-1882-0.
- False Dawn: The Delusions of Global Capitalism. 1998, ISBN 1-56584-592-7.
  - Die falsche Verheißung. Der globale Kapitalismus und seine Folgen. Fest, Berlin 1999, ISBN 3-8286-0086-7; Fischer-Taschenbuch-Verlag, Frankfurt 2001, ISBN 3-596-15008-6
- Voltaire. 1998, ISBN 0-415-92394-8.
- Two Faces of Liberalism. 2000, ISBN 1-56584-589-7.
- Straw Dogs: Thoughts on Humans and Other Animals. 2002, ISBN 1-86207-512-3.
  - Von Menschen und anderen Tieren. Abschied vom Humanismus. Klett-Cotta, Stuttgart 2010, ISBN 978-3-608-94610-9.
- Al Qaeda and What it Means to be Modern. 2003, ISBN 1-56584-805-5.
  - Die Geburt al-Qaidas aus dem Geist der Moderne. Kunstmann, München 2004, ISBN 3-88897-355-4
- Heresies: Against Progress and Other Illusions. 2004, ISBN 1-86207-718-5.
- Black Mass: Apocalyptic Religion and the Death of Utopia. 2007, ISBN 0-7139-9915-2.
  - Politik der Apokalypse. Wie Religion die Welt in die Krise stürzt. Klett-Cotta, Stuttgart 2009, ISBN 978-3-608-94114-2.
- Gray’s Anatomy: Selected Writings. 2009, ISBN 978-0-385-66788-3.
- The Immortalization Commission: Science and the Strange Quest to Cheat Death. 2011, ISBN 978-1-84614-219-2.
- The Silence of Animals: On Progress and Other Modern Myths. 2013, ISBN 0-374-22917-1.
  - Raubtier Mensch. Die Illusion des Fortschritts. Klett-Cotta, Stuttgart 2015, ISBN 978-3-608-94884-4.
- The Soul of the Marionette: A Short Enquiry into Human Freedom. 2015, ISBN 978-1-84614-449-3.
- The New Leviathans: Thoughts After Liberalism. Allen Lane, London 2023, ISBN 978-0-241-55495-1.

### Interview
- Romain Leick: Humanismus ist ein Aberglaube. In: Der Spiegel. Nr. 9, 2010, S. 136–140 (online – 1. März 2010).

## Sekundärliteratur
- Horton, John; Glen Newey (Hrsg.): The Political Theory of John Gray. London 2007: Routledge. ISBN 0-415-36647-X.